# Hermeling (Adelsgeschlecht)

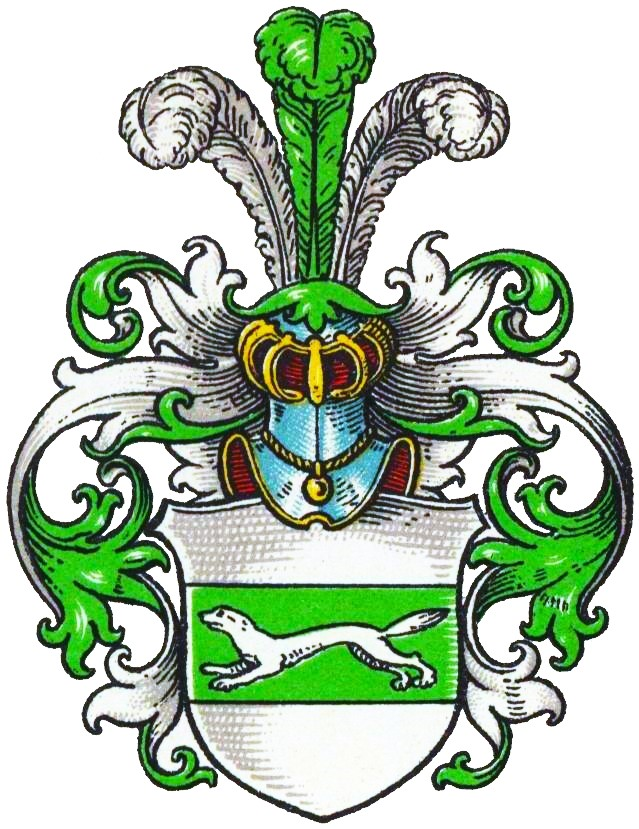
Wappen der Hermeling im Wappenbuch des Westfälischen Adels

Hermeling ist der Name eines erloschenen niedersächsischen Adelsgeschlechts.
Die Familie ist zu unterscheiden von dem Briefadelsgeschlecht Hermeling genannt Teckelburg.

## Geschichte
Das Geschlecht stammt aus dem Stift Bremen und war auch im Niederstift Münster ansässig. Unter anderem besaßen die Hermeling Gutshof Sudweyhe in Weyhe. Das Gut soll auf ein Lehen des Geschlechts Horn zurückgehen und durch Heirat an die Familie Hermeling gefallen sein. Laut Epitaph des Ritters Arp Hermeling († 1589) war dessen Großmutter väterlicherseits eine von Horn.
Folgende Stammfolge der Hermeling ist überliefert:
1. N.N. Hermeling ⚭ N.N. von Horn
  1. Johann Hermeling († 1532) ⚭ Pellecke geb. von Clüver († 1562)
    1. Arp Hermeling († 24. Mai 1589) ⚭ Anna geb. Nagel († 1610)
      1. Mette Hermeling (1557–1620), 1604–1620 Äbtissin des Stifts Bassum

    2. Nicolaus (Claus) Boldewin (Balduin) Hermeling, Domherr zu Bremen
      1. Pellke Hermeling ⚭ Ortgieß Ernst Frese genannt Quiter († 1627)

  2. Claus Hermeling (urkundl. 1527)[6]

Laut Max von Spießen blühte die Familie noch 1610.

## Wappen
Blasonierung: In Silber ein grüner Balken belegt mit einem silbernen Hermelin. Auf dem Helm mit grün-silbernen Helmdecken eine grüne zwischen zwei silbernen Straußenfedern.